# Damiano Damiani
Damiano Damiani (23 juli 1922 – 7 maart 2013) was een Italiaanse filmregisseur, scenarioschrijver, acteur en afkomstig uit Pasiano di Pordenone, Friuli. Collega-regisseur Pier Paolo Pasolini omschreef hem als een “puriteinse moralist”, en filmrecensent Paolo Mereghetti noemde Damiani ooit “de meest Amerikaanse van alle Italiaanse filmregisseurs".

## Carrière
Na zijn jeugd in Pasiano di Pordenone, Friuli, begon Damiani zijn studies aan het Accademia di Brera in Milaan. Damiani’s filmdebuut was de documentaire La banda d’Affari, in 1947. Na enkele jaren als scenarioschrijver gewerkt te hebben, regisseerde hij zijn eerste speelfilm, Il rossetto in 1960. Het winnen van de Gouden Schelp op het internationaal filmfestival van San Sebastian voor de film Arturo’s Island (1962) betekende de echte doorbraak voor Damiani, die in de jaren zestig van de twintigste eeuw zijn “gouden decennium” kende. Veel van zijn films werden vol lof onthaald, te zien aan de nominaties en prijzen die Damiani in de wacht wist te slepen op bekende filmfestivals.
Met A Bullet for the General regisseerde Damiani in 1966 zijn eerste en waarschijnlijk ook best gekende politiek getinte spaghettiwestern. The Day of the Owl, uit 1968, was de eerste film in een reeks sociaal-kritische films die voornamelijk banden tussen politici en criminelen hekelde. In 1971 won Damiani de gouden prijs op de zevende editie van het Internationaal filmfestival van Moskou voor de film Confessions of a Police Captain. Twee jaar later, in 1973, debuteerde Damiani als acteur, in de rol van de anti-fascistische journalist Giovanni Amendola in The Assassination of Matteotti van regisseur Florestano Vancini.
In 1984 regisseerde Damiani met La piovra een van de meest bekende Italiaanse televisiereeksen. De reeks gaat over de hedendaagse Italiaanse maffia en hoe die verweven is met de Italiaanse politiek. Zijn laatste film regisseerde Damiani in 2002: Assassini dei giorni di festa.

## Overlijden
Damiani overleed op 7 maart 2013 in zijn woning in Rome aan problemen met de luchtwegen. Hij werd 90 jaar oud.

## Filmografie

### Als scenarioschrijver
- Uomini senza domani (1948)
- Head of a Tyrant (Giuditta e Oloferne, 1959)
- Cleopatra's Daughter (Il sepolcro dei re, 1960)

### Als acteur
- The Assassination of Matteotti (Il delitto Matteotti, 1973) (als Giovanni Amendola)
- How to Kill a Judge (Perché si uccide un magistrato, 1974) (als een advocaat; niet geaccrediteerd)

### Als regisseur
- Lipstick (Il rossetto, 1960)
- Il sicario (1960)
- Arturo's Island (L'isola di Arturo, 1962)
- The Empty Canvas (La noia, 1963)
- The Reunion (La rimpatriata, 1963)
- La Strega in amore (1966)
- A Bullet for the General (El Chuncho, quien sabe?, 1966)
- A Complicated Girl (Una ragazza piuttosto complicata, 1967)
- The Day of the Owl (ook wel Mafia of Il giorno della civetta, 1968)
- La moglie più bella(1970)
- The Case Is Closed, Forget It (L'istruttoria è chiusa: dimentichi, 1972)
- Confessions of a Police Captain (Confessioni di un Commissario di Polizia al Procuratore della Repubblica, 1971)
- Girolimoni, il mostro di Roma (1972)
- The Devil Is a Woman (Sorriso del grande tentatore, 1974)
- How to Kill a Judge (Perché si uccide un magistrato, 1974)
- A Genius, Two Partners and a Dupe (Un genio, due compari, un pollo, 1975)
- Goodbye and Amen (Goodbye e amen, 1977)
- I Am Afraid (Io ho paura) (1977)
- A Man on His Knees (Un uomo in ginocchio, 1978)
- The Warning (L'Avvertimento, 1980)
- Amityville II: The Possession (1982)
- Parole e sangue (1983, TV)
- La piovra (1984, TV)
- Pizza Connection (1985)
- The Inquiry (L'inchiesta, 1986)
- Imago urbis (1987)
- Gioco al massacro (1989)
- Lenin: The Train (1990, TV)
- The Dark Sun (Il sole buio, 1990)
- Man of Respect (Uomo di rispetto, 1992)
- L'angelo con la pistola (1992)
- Una bambina di troppo (1994, TV)
- Ama il tuo nemico (1999, TV)
- Alex l'ariete (2000)
- Ama il tuo nemico 2 (2001, TV)
- Another World Is Possible (Un altro mondo è possibile, 2001)
- Assassini dei giorni di festa (2002)

## Nominaties en onderscheidingen
| Jaar | Filmfestival                | Prijs              | Uitslag             | Film                                                                     |
| ---- | --------------------------- | ------------------ | ------------------- | ------------------------------------------------------------------------ |
| 1962 | San Sebastian               | Gouden Schelp      | gewonnen            | L'isola di Arturo                                                        |
| 1963 | Berlijn                     | Gouden Beer        | nominatie           | La rimpatriata                                                           |
| 1963 | Berlijn                     | FIPRESCI/Persprijs | eervolle vermelding | La rimpatriata                                                           |
| 1968 | Berlijn                     | Gouden Beer        | nominatie           | Il giorno della civetta                                                  |
| 1971 | Moskou                      | Gouden Prijs       | gewonnen            | Confessioni di un Commissario di Polizia al Procuratore della Repubblica |
| 1985 | Berlijn                     | Gouden Beer        | nominatie           | Pizza Connection                                                         |
| 1985 | Berlijn                     | Zilveren Beer      | eervolle vermelding | Pizza Connection                                                         |
| 1987 | David van Donatello-prijzen | Alitaliaprijs      | gewonnen            | L'Inchiesta                                                              |